# المركز المصري للدراسات الاقتصادية
المركز المصري للدراسات الاقتصادية ECES، هو مؤسسة مستقلة غير ربحية، تعمل على التنمية الاقتصادية في مصر. تجري بحوث سياسية واقتصادية دولية، بدعم الغرفة التجارية الأمريكية في مصر.

## التأسيس
أسسه جمال مبارك عام 1992، وأطلق عليه المطبخ الرئيسي لبلورة سياسات الاقتصاد الكلي واختبارها وتقديمها للحكومة، ويلاحظ المراقبون أنه لم يتم إصلاح أي من القطاعات الاقتصادية إلا وسبق ذلك وضعه على الأجندة السنوية لمؤتمرات ومناقشات المركز. ويضم ضمن أعضاء مجلس ادارته نخبة رجال الأعمال والوزراء في مصر.
والأمثلة على ذلك كثيرة وموثقة، من اتفاقيات التجارة العالمية «الجات» إلى تحرير سعر الصرف وإصلاح الضرائب والجمارك وسياسة استهداف التضخم، بل وإصلاح الهيئة القومية للبريد ، وإذا راجعنا الأجندة السنوية لخطة عمل المركز للعام 2007 والمعتمدة من أعضاء مجلس إدارته، نجد أن أبرز موضوعاتها هي ذاتها التي عرضها المؤتمر السنوي للحزب الوطني الذي عقد بداية نوفمبر 2007، ومنها التوظيف والإنتاجية والفقر، والتضخم والعوامل المحددة لمستويات الأسعار وإمكانات استخدام الطاقة النووية في مصر، والمشاركة بين القطاعين العام والخاص في تقديم الخدمات الاجتماعية.
ولا يقف الأمر عند مؤتمر سنوي، بل تتوازى أجندة المركز مع الخطة العامة للدولة، فإذا نظرنا إلى الأبحاث التي اهتم بها المركز في السنوات الاخيرة نجد نتائجها أو توصياتها تتردد على مسامعنا يوميا من المؤسسات والهيئات الرسمية، مثل السياسة الصناعية والاستدامة المالية وتطوير وإعادة هيكلة الدعم ودعم دور القطاع الخاص وحوكمة الشركات والاندماج الاقتصادي والإقليمي وتفعيل دور القطاع غير الرسمي وإعادة توزيع الدخل وتطوير القطاع الصحي وتحسين كفاءة استخدام موارد الطاقة في مصر. كل ذلك لم يأت من فراغ؛ فإذا نظرنا إلى أعضاء مجلس الإدارة وهم المعنيون بوضع الاجندة السنوية للمركز بل والممولون للابحاث والدراسات الاقتصادية الآن، سنعرف حل اللغز. لقد ظل المركز يمول نشاطات من عدة مصادر منها منحة الوقف التي حصل عليها طبقا لاتفاق بين الحكومة المصرية والوكالة الأميركية للتنمية الدولية، ومن مؤسسات دولية مثل البنك الدولي وبرنامج الأمم المتحدة الإنمائي ومركز أبحاث التنمية الدولية ومركز المشروعات الدولية لكن التمويل بالكامل أصبح مصريا. إن القائمين على إدارة المركزهم توليفة من قيادات القطاعين العام والخاص وكلمة السر بين هذين هي جمال مبارك نجل رئيس الجمهورية وأمين السياسات بالحزب الوطني، الذي أعطى وجوده للمركز دفعة وثقلا ودورا منذ التأسيس. كان الأمر مجرد اقتراح وأمنية للدكتور طاهر حلمي شريك مؤسسة بيكر و ماكنزى الأمريكية الشهيرة للاستشارات القانونية، وكان الهدف كما يروي حلمي الذي عاش في الولايات المتحدة سنوات طويلة وكان والده وزيرا في إحدى الحكومات الناصرية، أنه نظر إلى مستودعات الأفكار الموجودة في أمريكا المعروفة بـ(خلية تفكير)، وكيف تساعد متخذي القرار وواضعي السياسات الكلية في الدولة باتخاذ قرارات منطلقة من أبحاث ودراسات علمية تم عرضها على جمهور واسع من المعنيين وتقليب النظر فيها وتعديلها للتوافق مع اتجاهات النقاش الغالبة. ولاحظ غيابها في مصر، فاقترح هذه الفكرة على أصدقاء وفي مقدمتهم جمال مبارك وكان عمره وقتها 28 عاما ولم يكن يشغل أي منصب سياسي في الدولة، وانما كان اقتصاديا يعمل في المؤسسات المصرفية العالمية بلندن، والدكتور إبراهيم كامل رئيس مجموعة كاتو أروماتيك، باعتبارهما صاحبي فكر اقتصادي ويشجعان التحول إلى اقتصاد السوق الح.
بعد حوارات اتفقوا على إقامة المركز واختيار اسم له والرمز إليه «E C E S »، ثم ضموا إليهم مجموعة من رجال الأعمال كمؤسسين ـ أصبح لبعضهم ثقل حكومي بعد ذلك ـ مثل أحمد المغربي رئيس شركة اكور للفنادق وقتها ووزير الإسكان الآن ورجل الأعمال محمد فريد خميس والدكتور مصطفى خليل رئيس الوزراء الأسبق وأول من تولي رئاسة المركز، وتلاه في رئاسته طاهر حلمي، لمدة 13 عاما ثم جلال الزوربة (رئيس اتحاد الصناعات) وهم جميعا من المؤسسين.
ويقول حلمي «في التسعينات، كنا في مرحلة انتقالية مهمة، وهي التحول من الاقتصاد الاشتراكي إلى الحر والذي سيقوده بطبيعة الحال القطاع الخاص، وكان لا بد ليتم ذلك من عمل دراسات وأبحاث اقتصادية دقيقة تتبع جميع المناهج والأطر العالمية من المنحاز إلى الضد، وترصد كيفية تطبيق ما وصلت إليه الدول المتقدمة والتي سارت قبلنا على طريق التقدم والنمو على المجتمع المصري واختيار ما يناسبه أي انه «مطبخ للدراسة».
ويعضد مصدر مطلع ما ترصده الدوائر المتابعة فيقول: «إن الملاحظ بشكل جيد لنشاط المركز وأجندته السنوية ومدى توازيها مع اجندة الدولة، يري ان المركز هو المطبخ الرئيسي والأساسي لواضعي السياسات الاقتصادية في الدولة المصرية في الفترة الأخيرة».
لقد حل المركز المصري بذلك محل مركز الأهرام للدراسات السياسية والاستراتيجية التابع لمؤسسة الأهرام، حيث كان المطبخ الخلفي لصانعي السياسات منذ نشأته في الستينات وإلى منتصف الثمانينات، لكن خفت دوره نسبيا حاليا. يتردد طاهر حلمي في الجزم بهذا المنطق، قائلا «لم يطلب منا ان نكون المطبخ للدولة، وحتى لو كان الأمر كذلك، فلن يكون المركز وحده».
وبالرغم من نجاح المركز في مساعدة متخذي القرار السياسي بشأن الإصلاح الاقتصادي «الليبرالي» الجاري وعمل تعاون مع المؤسسات والمراكز البحثية العالمية الموجودة في أعرق الجامعات ذات الصيت العالمي من حيث المعاصرة والدقة العلمية مثل جامعات هارڤرد وأكسفورد... بل والتعاون مع اقتصاديين حائزين على نوبل في الاقتصاد، إلا أن المركز اخفق في عدم دراسة موضوعات مهمة كان لا بد من دراستها قبل وقت مضى كما يقول أيضا أحد قادته مثل: «التعليم والتدريب، التنمية المجتمعية، زيادة الفجوة بين الاغنياء والفقراء». كما ان المركز يتجنب الخوض في قضايا الإصلاح السياسي بشكل مباشر بدأ المركز بمجموعة قليلة من رجال الأعمال والاقتصاديين في مجلس الإدارة، إلا انه الآن يضم كوكبة من رجال الأعمال والتنفيذيين في الدولة مثل رشيد محمد رشيد وزير التجارة والصناعة ومحمد منصور وزير النقل، وأخيه ياسين منصور الرئيس التنفيذي لمجموعة «المنصور والمغربي للتنمية والاستثمار»، بالإضافة إلى محمد تيمور رئيس مجلس الإدارة الآن خلفا لجلال الزوربة، وهو رئيس «هيرميس» سابقا ومؤسسها ورئيس الجمعية المصرية للأوراق المالية، وهناك أيضا عمر مهنا نائب رئيس مجلس إدارة المركز وهو رئيس الغرفة الأميركية للتجارة بالقاهرة ورئيس مجلس إدارة مجموعة السويس للأسمنت، ويتولى موقع أمين الصندوق السياسي الوفدي المعارض منير فخري عبد النور.
ووراء هذا المشهد العريض لإدارة المركز، نخبة من أفضل الباحثين وأستاذة الاقتصاد في الجامعات المصرية والأجنبية. «من يملك يحكم، فكيف لنا أن نصدق أن دراسات المركز لا تخدم رجال الأعمال فقط، خاصة وأنهم واضعو أجندته وممولوه؟ هناك دائما شعرة معاوية التي نحافظ عليها لتربط بين مصداقيتنا واستقلالنا وبين من يدفعون من أعضاء مجلس الإدارة». هكذا تقول الدكتورة هناء خير الدين المديرة التنفيذية للمركز المصري للدراسات الاقتصادية حاليا وأستاذة الاقتصاد بجامعة القاهرة، وتضيف: اننا مركز بحثي مستقل في الابحاث والدراسات التي نقوم بها، ولا نخرج بنتائج «لطيفة» محببة لأذن من يدفع، ولكن نتائجنا البحثية مستقلة وواقعية ومنطقية وتصب في المصلحة العامة وليست الخاصة لمجموعة بعينها. و«لكن بالطبع من الضروري التنسيق بين الباحثين وأعضاء مجلس الإدارة، والدليل على استهدافنا المصلحة العامة للوطن كله الأبحاث التي تهتم بالمنظور الاجتماعي الاقتصادي مثل الفقر وسوء توزيع الأجور وغياب العدالة وانتشار البطالة وقضايا التشغيل، كما أن جميع المناقشات في المؤتمرات العلمية يتم فيها الاستماع لأكثر من اتجاه سياسي، وأنتم كصحافيين بالذات شهود على ذلك وسمعتم قوة النقد الذي وجهه اليساريون من أمثال الدكاترة جودة عبد الخالق ومصطفى كامل السيد وابراهيم العيسوي وغيرهم إلى سياسات الحكومة وإلى عمليات التحرير الاقتصادى في ندواتنا».
والمعروف أن المركز يعقد منذ سنوات لقاء سنويا مع الصحافيين والإعلاميين والمثقفين بالتعاون مع شعبة المحررين الاقتصاديين بنقابة الصحافيين المصريين.
إن المهمة الرئيسية للمركز كما تقول الدكتورة هناء تتمثل في مساندة جهود التنمية في مصر من خلال إعداد ونشر الدراسات التطبيقية حول سياسات الإصلاح الملائمة للواقع المصري.
يعتزم المركز إصدار سلسلة مطبوعات جديدة تحت عنوان «الإحصاءات الاقتصادية» التي لا تزال تشكل معاناة حقيقة أمام المستثمرين ومجتمع الأعمال، بسبب غياب البيانات والمعلومات ذات الجودة والتي يمكن الوثوق بها وبناء قرارات على أساسها، حيث سيقدم المركز بيانات ومعلومات مختصرة حول الجوانب المختلفة للاقتصاد المصري.

## أعضاء مجلس الإدارة
|  | ماجدة قنديل    | المدير التنفيذي                     |
|  | أمنية حلمي     | نائب المدير لبحوث الاقتصادية        |
|  | مصطفى خليل     | رئيس وزراء مصري سابق                |
|  | معتز الألفي    | رئيس شركة الكويت للأغذية (أمريكانا) |
|  | جلال الزوربا   | رئيس شركة النيل للملابس             |
|  | محمد فريد خميس | رئيس مجموعة النساجون الشرقيون       |
|  | رائد يحيى      | مدير شركة مصر أمريكا للسجاد         |
|  | شفيق بغدادي    | رئيس شركة فريش فودز                 |

### أعضاء المركز
|      | جمال مبارك        | المدير التنفيذي لمد إنڤست، لندن                                     |
|      | أحمد عز           | رئيس مجموعة عز                                                      |
|      | عادل اللبان       | الرئيس التنفيذي ومدير البنك الأهلي المتحد، البحرين                  |
|      | علاء عرفة         | الرئيس والرئيس التنفيذي لشركة سويس گارمنتس                          |
|      | أحمد بهجت         | رئيس مجموعة بهجت                                                    |
|      | أحمد المغربي      | وزير الاسكان المصري السابق                                          |
|      | رشيد محمد رشيد    | وزير التجارة المصري السابق                                          |
|      | فاروق الباز       | مدير مركز الاستشعار عن بعد، جامعة بوسطن، الولايات المتحدة           |
|      | أحمد جلال         | مستشار في البنك الدولي                                              |
|      | حمزة الخولي       | رئيس والرئيس التنفيذي لشركة فيرست أربيان للتنمية والاستثمارات.      |
|      | أيمن لاظ          | مدير أسكا المالية للاستشارات.                                       |
|      | عمر مهنا          | رئيس مجموعة اسمنت السويس                                            |
|      | حازم حسن          | رئيس مجموعة حازم حسن للاستشارات.                                    |
|      | منير عبد النور    | وزير السياحة المصري.                                                |
|      | محمد تيمور        | رئيس شركة فاروس القابضة للاستثمارات المالية.                        |
| 50px | عبد العزيز حجازي  | رئيس وزراء مصر سابقا، وعضو فخري في المركز                           |
|      | عبد السلام الأنور | رئيس مجلس إدارة مصرف إتش إس بي سي                                   |
|      | علاء الدين سبا    | رئيس شركة بلوت المالية القابضة                                      |
|      | حسن عبد الله      | نائب رئيس ومدير البنك العربي الأفريقي الدولي                        |
|      | حاتم مصطفى        | رئيس مجموعة نيموس                                                   |
|      | هشام مكاوي        | رئيس ب پ مصر                                                        |
|      | ابراهيم المعلم    | رئيس دار الشروق للطبع والنشر                                        |
|      | محمد العريان      | الرئيس التنفيذي لپيمكو العالمية للاستثمارات                         |
|      | محمد منصور        | رئيس مجموعة منصور للسيارات، مصر                                     |
|      | محمد شفيق جبر     | رئيس ومدير مجموعة أرتوك للاستثمارات والتنمية                        |
|      | مجدي إسكندر       | المدير السابق لادارة تنمية القطاع الخاص في البنك الدولي             |
|      | نصيف ساويرس       | الرئيس التنفيذي لاوراسكوم للانشاءات                                 |
|      | ياسين منصور       | رئيس والرئيس التنفيذي لمجموعة المنصور والمغربي للاستثمارات والتنمية |
|      | ياسر الملواني     | رئيس والرئيس التنفيذي لإي إف جي هرمس القابضة                        |
|      | طاهر حلمي         | شريك في مؤسسة بيكر وماكنزي القانونية                                |